# Paul Schneider-Esleben
Pour les articles homonymes, voir Paul Schneider, Schneider et Esleben.
Paul Maximilian Heinrich Schneider de Esleben appelé aussi Paul Schneider-Esleben est né le 23 août 1915 à Dusseldorf et est mort le 19 mai 2005 à Fischbachau, était architecte allemand.

## Réalisations

### Bâtiments
- 1951 - Garage Haniel, Düsseldorf Garage Haniel

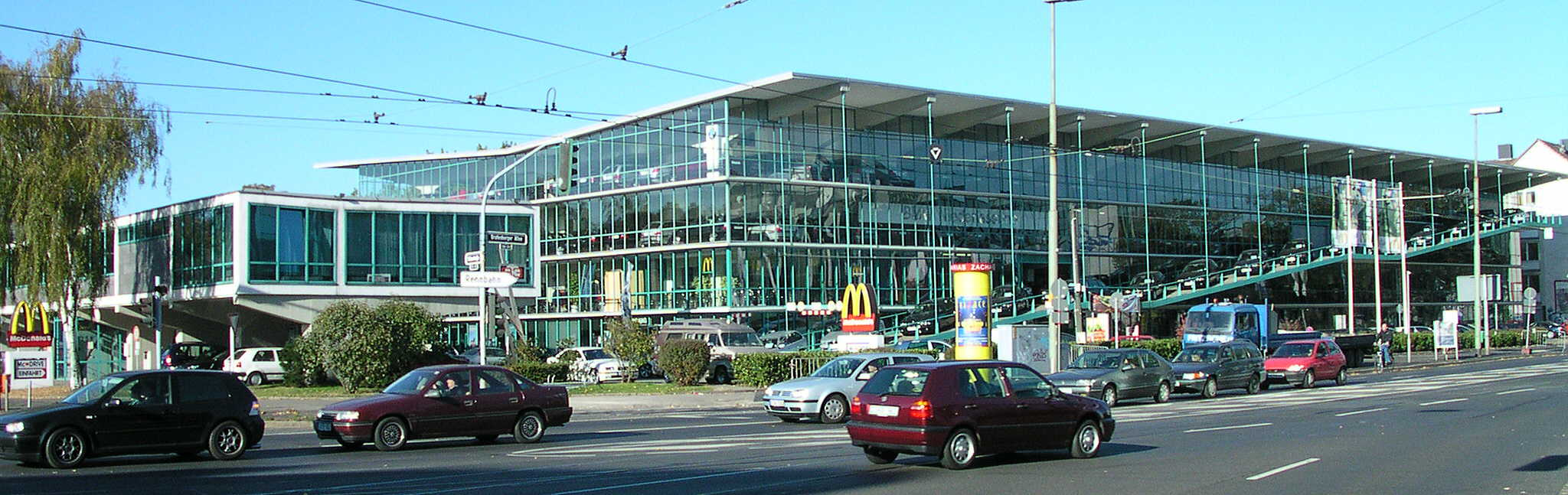
Garage Haniel

- 1953 - Église Catholique St Roch (rénovation), Düsseldorf
- 1954 - Mannesmann-Hochhaus, Düsseldorf
- 1961 - École primaire dans la rue Roland, Düsseldorf
- 1962 - Tour Vodafone, Düsseldorf
- 1970 - Aéroport Konrad Adenauer entre Cologne et BonnL'Aéroport Cologne-Bonn Konrad Adenauer

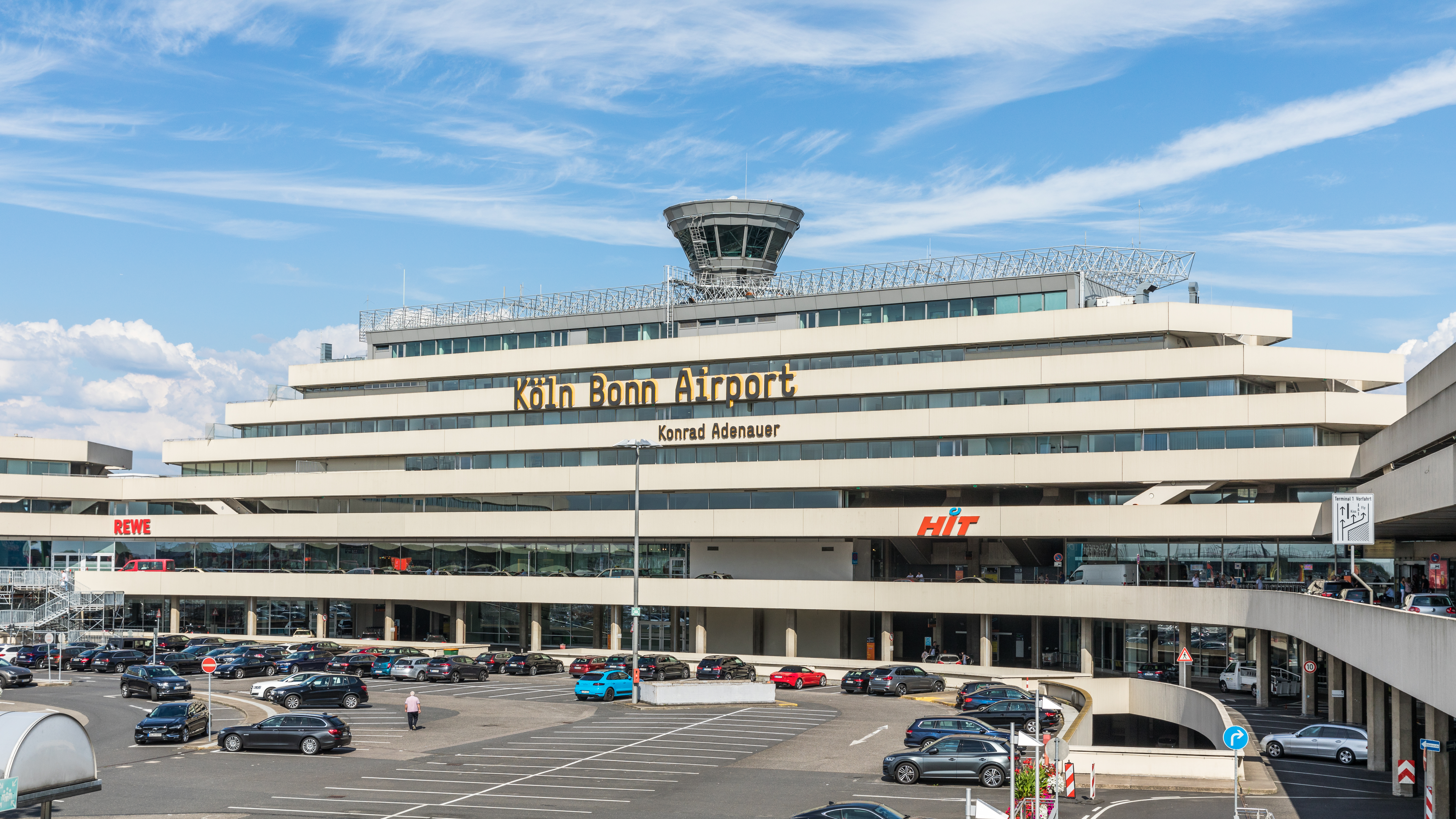
L'Aéroport Cologne-Bonn Konrad Adenauer

### Écrits
- Paul Schneider-Esleben und Heinrich Klotz: Entwürfe und Bauten 1949-1987. Braunschweig, Wiesbaden: Vieweg, 1987.  (ISBN 3-528-08726-9)
- Heinrich Klotz und Paul Schneider-Esleben: Paul Schneider-Esleben. Entwürfe und Bauten. Stuttgart: Hatje, 1996.  (ISBN 3-7757-0658-5)